# Summer Phoenix
Summer Joy Phoenix (nacida Bottom; 10 de diciembre de 1978) es una actriz, modelo y diseñadora estadounidense.

## Primeros años
Phoenix nació en Winter Park, Florida. Su madre, Arlyn Sharon (née Dunetz), nació en El Bronx, Nueva York, de padres judíos de Hungría y Rusia. Su padre, Jhon Lee Bottom, era un católico educado de Fontana, California. En 1968, la madre de Phoenix dejó El Bronx y se fue a California, mientras en una excursión conocía al padre de Phoenix. Se casaron en 1969 y se unió al culto religioso los Niños de Dios, trabajando como misioneros y recogiendo frutas en América del Sur. Phoenix tiene cuatro hermanos: dos hermanos actores River Phoenix y Joaquin Phoenix, y dos hermanas, Rain Phoenix y Liberty Phoenix.
Fue a la Universidad de Nueva York Tisch Escuela de las Artes, pero dejando antes de graduarse para seguir su carrera como actriz.

## Carrera
Phoenix fue una actriz desde muy pequeña , trabajando con el agente Iris Burton junto con sus hermanos y hermana a la edad de dos años, y tenía roles como invitada en Murder She Wrote, Growing Pains y Airwolf. Apareció en la película de TV Kate's Secret y en Russkies, jugando como la más joven de la vida real de su hermano Joaquin. Más tarde Phoenix apareció en Wasted, El Laramie Proyecto, SLC Punk!, Dinner Rush, The Believer, y The Faculty. Y dirigió en Esther Kahn (2000) y Suzie Gold (2004).
En 2002, Phoenix protagonizó en tres meses seguidos This is Our Youth en el Garrick Theatre junto a Casey Affleck y Matt Damon.
Fue miembro de la banda de rock The Causey Way con su hermana Rain. Más tarde hizo apariciones en álbumes por la banda de la lluvia, The Papercranes.

## Vida personal
Summer Phoenix es la hermana más joven de los también actores Rain Phoenix, Joaquin Phoenix, Liberty Phoenix y River Phoenix. 
Phoenix es vegana. Es una ávida defensora de varios derechos medioambientales, derechos de los animales y caridades, incluyendo PETA.[cita requerida]
Se convirtió en la prometida de Casey Affleck el 25 de diciembre de 2003, y tuvo a su primer hijo el 31 de mayo en 2004, en Ámsterdam. Phoenix y Affleck se casaron el 3 de junio de 2006 en Savannah, Georgia, y tuvo a su segundo hijo, Atticus, el 12 de enero del 2008. En marzo de 2016, Affleck y Phoenix anunciaron que se estaban separando.
En 2003, ella y sus amigas Odessa Whitmire y Ruby Canner abrieron la boutique de ropa "Some Odd Rubies" ubicada en el lado bajo este de Manhattan.
La boutique cerró en 2012.

## Filmografía
| Año  | Película                       | Función                       | Notas                                         |
| ---- | ------------------------------ | ----------------------------- | --------------------------------------------- |
| 1984 | Airwolf                        | Pequeña niña                  | 1 episodio; 'Flight #093 Is Missing'          |
| 1984 | Murder, She Wrote              | Cindy Donovan                 | 1 episodio; ' We're Off to Kill the Wizard'   |
| 1986 | Kate's Secret                  | Becky Stark                   |                                               |
| 1987 | Growing Pains                  | Jody                          | 1 episodio 'Big Brother's Not Watching'       |
| 1987 | Russkies                       | Candi                         |                                               |
| 1988 | ABC Weekend Special            | Lana                          | 1 episodio 'Runaway Ralph'                    |
| 1989 | The New Leave It to Beaver     | Bettie Haskell                | 1 episodio; Still the New Leave It to Beaver' |
| 1990 | Swamp Thing                    | Lilly                         | 1 episodio; 'New acquaintance'                |
| 1997 | Arresting Gena                 | Jane Freeman                  | US title: Made in France                      |
| 1997 | ER                             | Petra                         | 1 episodio; 'Ambush'                          |
| 1998 | I Woke Up Early The Day I Died | Bartender#2/Chica en la playa |                                               |
| 1998 | Girl                           | Rebecca Fernhurst             |                                               |
| 1998 | Can't Hardly Wait              | Candy                         | Scenes deleted                                |
| 1998 | SLC Punk!                      | Brandy                        |                                               |
| 1998 | La Facultad                    | Chica vete a %#               |                                               |
| 2000 | Committed                      | Meg                           |                                               |
| 2000 | Esther Kahn                    | Esther Kahn                   |                                               |
| 2000 | Dinner Rush                    | Marti Wellington              |                                               |
| 2001 | The Believer                   | Carla Moebius                 |                                               |
| 2002 | Wasted                         | Samantha                      | Película de televisión                        |
| 2002 | The Laramie Project            | Jen Malmskog                  |                                               |
| 2004 | Suzie Gold                     | Suzie Gold                    |                                               |
| 2016 | Two for One                    | Samantha                      |                                               |
| 2017 | Across My Land                 | Cortometraje                  |                                               |
| 2017 | The Mad Whale                  | Beatrice Price                |                                               |
| 2017 | The First                      | Vesta Tilley                  |                                               |